# Вишки канал
Вишки канал је морски канал у Јадранском мору. Налази се између Паклених отока на северу и острва Вис (по којем је и добио име) на југу, док на истоку и западу нема праве природне границе.
На западу се излази на отворено море, а на истоку се налази Корчулански канал.